# Campeonato Sul-Americano 1965
Il primo Campeonato Sul-Americano di calcio a 5 fu disputato nel gennaio del 1965 ad Asuncion. Vi parteciparono le nazionali di:
- Paraguay
- Brasile
- Argentina
- Uruguay

Il campionato fu vinto dalla nazionale paraguaiana che batté tutte e tre le avversarie: 17-0 all'Argentina, 4-0 all'Uruguay, 3-1 al Brasile. Laureandosi prima squadra campione sudamericana di calcio a 5, facevano parte di quella squadra: Luís Pereira, Víctor Palacios, Roque Meza, Constantino Aranda, Lorenzo García, Eduardo Aquino, Víctor Raggio, Julio Ramírez, Adolfo Samaniego, Alberto Alcorta, Ramón Casco, Víctor Richardi, Ramón Bareiro, Porfirio Ramírez, José Cino. Allenatore: Eladio Báez.